# Battlelore
Battlelore — фінський готик-фольк-метал-гурт із елементами павер-метал із міста Лаппеенранта, що був утворений гітаристом Юрі Вахваненом та басистом Мійкою Кокколою у 1999 році.

## Склад
Теперішній колектив
- Кайса Йоугкі — вокал
- Томі Міккенен — вокал
- Юсі Раутіо — гітара
- Юрі Вагвенен — гітара
- Тімо Гонканен — бас-гітара
- Генрі Вагвенен — барабани
- Марія Гонканен — клавіші, флейта

Колишні учасники
- Мііка Коккола — бас-гітара
- Патрік Меннандер — вокал
- Томмі Гаво — вокал, електрогітара
- Гортаур — барабани

Сесійні музиканти
- Ерік Захаріас — синтезатор
- Юркі Мюларьєн — класична гітара

## Дискографія

### Студійні альбоми
| Year | Title                    | [ 2 ] |
| ---- | ------------------------ | ----- |
| 2002 | ...Where the Shadows Lie | —     |
| 2003 | Sword's Song             | —     |
| 2005 | Third Age of the Sun     | 38    |
| 2007 | Evernight                | —     |
| 2008 | The Last Alliance        | 26    |
| 2011 | Doombound                | —     |

### Промо-альбоми
- Warrior's Tale (2000)
- Dark Fantasy (2001)

### DVD
- The Journey (2004)

### Музичні відео
- «Journey to Undying Lands» (2002)
- «Storm of the Blades» (2005)
- «House of Heroes» (2007)
- «Third Immortal» (2008)